# Тамаямі (Флорида)
Тамаямі (англ. Tamiami) — переписна місцевість (CDP) в США, в окрузі Маямі-Дейд штату Флорида. Населення — 54 212 особи (2020).

## Географія
Тамаямі розташоване за координатами 25°45′23″ пн. ш. 80°24′9″ зх. д. / 25.75639° пн. ш. 80.40250° зх. д. (25.756321, -80.402559).  За даними Бюро перепису населення США в 2010 році переписна місцевість мала площу 19,29 км², з яких 18,31 км² — суходіл та 0,99 км² — водойми.

## Демографія
Згідно з переписом 2010 року, у переписній місцевості мешкала 55 271 особа в 16 732 домогосподарствах у складі 14 173 родин. Густота населення становила 2865 осіб/км².  Було 17256 помешкань (894/км²).
Расовий склад населення:
| - 94,5 % — білих - 1,3 % — чорних або афроамериканців - 0,7 % — азіатів - 0,1 % — корінних американців - 2,0 % — осіб інших рас |

До двох чи більше рас належало 1,3 %. Частка іспаномовних становила 92,7 % від усіх жителів.
За віковим діапазоном населення розподілялося таким чином: 19,6 % — особи молодші 18 років, 63,4 % — особи у віці 18—64 років, 17,0 % — особи у віці 65 років та старші. Медіана віку мешканця становила 42,0 року. На 100 осіб жіночої статі у переписній місцевості припадало 89,5 чоловіків;  на 100 жінок у віці від 18 років та старших — 85,9 чоловіків також старших 18 років.
Середній дохід на одне домашнє господарство  становив 64 564 долари США (медіана — 46 449), а середній дохід на одну сім'ю — 68 672 долари (медіана — 49 830). Медіана доходів становила 34 724 долари для чоловіків та 31 092 долари для жінок. За межею бідності перебувало 15,0 % осіб, у тому числі 16,7 % дітей у віці до 18 років та 17,8 % осіб у віці 65 років та старших.
Цивільне працевлаштоване населення становило 27 332 особи. Основні галузі зайнятості: освіта, охорона здоров'я та соціальна допомога — 20,1 %, роздрібна торгівля — 14,7 %, науковці, спеціалісти, менеджери — 11,9 %, мистецтво, розваги та відпочинок — 9,3 %.